# Xã Tremont, Quận Buchanan, Missouri
Xã Tremont (tiếng Anh: Tremont Township) là một xã thuộc quận Buchanan, tiểu bang Missouri, Hoa Kỳ. Năm 2010, dân số của xã này là 649 người.